# Панкратов, Сергей Степанович
Сергей Степанович Панкратов (1910—1998) — майор Рабоче-крестьянской Красной Армии, участник Великой Отечественной войны, Герой Советского Союза (1944). Штурман 66-го истребительного Алленштайнского авиационного полка 329-й истребительной Керченской авиационной дивизии 4-й воздушной армии 4-й Украинского фронта.

## Биография
Сергей Панкратов родился 8 октября 1910 года в селе Ломовое Раненбургского уезда Рязанской губернии (ныне — Чаплыгинского района Липецкой области) в крестьянской семье. После получения неполного среднего образования в школе, закончил гидрометеорабфак. Работал на метеостанции в Харькове. Член ВКП(б) с 1932 года.
В 1933 году 17 августа был призван в Красную Армию. Окончил Харьковскую военную авиационную школу лётчиков в 1936 году и Липецкие курсы усовершенствования лётного состава в 1941 году. Участник боёв на озере Хасан и Советско-финской войны в составе 69 истребительной авиабригады.
Начал участвовать в боях Великой Отечественной войны в первый же её день. Воевал на Юго-Западном, Западном, Закавказском, Северо-Закавказском, 4-й Украинском и 2-й Белорусском фронтах. Занимал должности: штурман, командир эскадрильи, заместитель командира истребительного авиаполка. 
Участвовал:
- в 1-й Ржевско-Сычёвской операции, Керченско-Эльтигенской десантной операции, Млавско-Эльбингской, Крымской и Белорусской операциях;
- в оборонительных боях на Украине;
- в обороне Киева;
- в контрнаступлении под Москвой;
- в боях на Северном Кавказе;
- в боях на реке Нарев;
- в боях на Керченском полуострове;
- в боях в Восточной Пруссии;
- в боях за Алленштайн[1].

Указом Президиума Верховного Совета СССР от 2 августа 1944 года за «образцовое выполнение боевых заданий командования на фронте и проявленные при этом мужество и героизм» майор Сергей Панкратов, штурман 66-го истребительного авиационного полка 329-й истребительной авиационной дивизии 4-й воздушной армии,  был удостоен высокого звания Героя Советского Союза с вручением ордена Ленина за номером 19084 и медали «Золотая Звезда» за номером 3991.
За время Великой Отечественной войны совершил 290 боевых вылетов. Панкратов участвовал в 53 воздушных боях, где лично сбил 16 самолётов противника и 10 самолётов в группе.
После окончания войны Сергей Панкратов продолжил служить в ВВС СССР. Окончил Высшие офицерские лётно-тактические курсы в 1947 году. В 1960 году стал полковником в запасе.
Жил в Харькове, где работал в Харьковском физико-техническом институте. Скончался 22 января 1998 года. Похоронен на харьковском кладбище №2.
Панкратов был награждён тремя Орденами Красного Знамени, тремя орденами Отечественной войны 1 степени, двумя орденами Красной Звезды, медалью «За боевые заслуги», а также рядом других медалей.